# Schitu
Schitu es una comuna ubicada en el distrito de Olt, Rumania.

## Superficie
Posee una superficie de 45,45 kilómetros cuadrados.

## Demografía
Hasta 2021 la población era de 2493 habitantes, con una densidad de población de 54,85 habitantes por kilómetro cuadrado.